# Ана Анкер
Ана Анкер (дан. Anna Ancher) била је дански сликар.
Студирала је цртање у Копенхагену, и Паризу у атељеу сликара Pierre Puvis de Chavannes, где упознаје и где се удружује са многим другим уметницима, што из Данске толико и изван је. Године 1880. упознаје колегу сликара Микаел Петер Анкера и удаје се за њега.
Упркос притиску друштва да као удата жена прихвати дужности домаћице, она и поред тога наставља обилно да слика.
Њене слике су обично са тематиком свакодневног живота жена и деце, а током сликања највише се фокусира око боје и осветљења у сликама.
Награђена је "Tagea Brandt Rejselegat" наградом 1924. године.